# Fotografía humanista

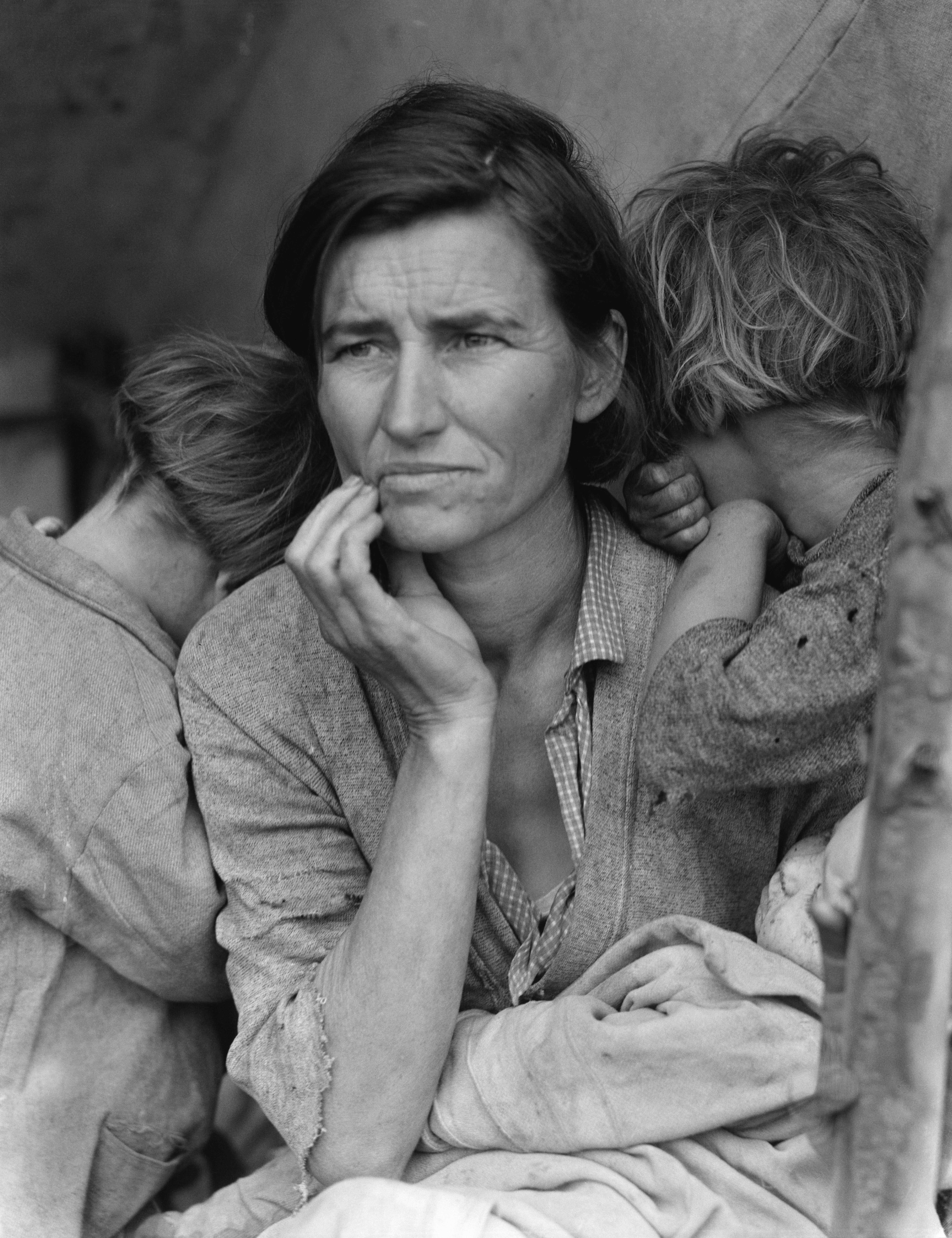
Madre emigrante (1936) de Dorothea Lange, precursor de la fotografía humanista.

La fotografía humanista es un movimiento que tiene como objetivo principal remarcar la figura del ser humano en las fotografías. Se trata de capturar momentos de la vida de las personas sin hacer hincapié en nada accesorio que distraiga la mirada. En cierta medida este movimiento está basado en el humanismo y surgió en los años treinta del siglo XX. Se trata de un término acuñado a posteriori que con la exposición de The Family of Man alcanzó su mayor relevancia.
Este movimiento engloba gran variedad de autores que en su fotografías comparten una visión de las personas y su forma de vivir dirigida a mejorar el mundo, empleando un planteamiento estético más próximo a lo excepcional que a lo cotidiano lo que hace que a veces esté próximo a una visión surrealista. Se considera a Henri Cartier Bresson, Robert Doisneau y Willy Ronis como los fundadores del movimiento; en el ámbito del periodismo fotográfico se pueden destacar a los miembros de la agencia Magnum junto a autores como W. Eugene Smith. A partir de 1967 Cornell Capa denominó a esa unión entre el humanismo y el sentimiento, en el marco del fotoperiodismo, como Concerned Photography, también conocida como Fotografía sociodocumental, organizando exposiciones con este tema en el Centro internacional de Fotografía (ICP). Entre los fotógrafos que han continuado en esta línea humanista se encuentran Sebastiao Salgado, Manuel Rivera-Ortiz y Kim Manresa. Algunos autores como André Rouillé plantean que la fotografía de reportaje ha evolucionado a finales del siglo XX desde el humanismo al humanitarismo en el que se presentan las fotografías aisladas de su contexto humano apareciendo las personas como simples víctimas de la sociedad de consumo.
Sin embargo, la mayor relevancia del movimiento se presenta en la fotografía francesa en el periodo de entreguerras y amplía su ámbito más allá del fotoperiodismo a la fotografía creativa en general. Paul Almasy, Werner Bischof, Édouard Boubat, Pierre Boucher, Marcel Bovis, Brassaï, Jean-Philippe Charbonnier, Jean Dieuzaide, Pierre Jahan, Izis, Lucien Lorelle y Sabine Weiss son algunos de los representantes de este movimiento que inspiró el Grupo Le Rectangle.
Los representantes de este movimiento en España incluyen a Carlos Pérez Siquier y Gabriel Cualladó, junto a otros miembros del grupo fotográfico AFAL y de la Escuela de Madrid.

## Galería

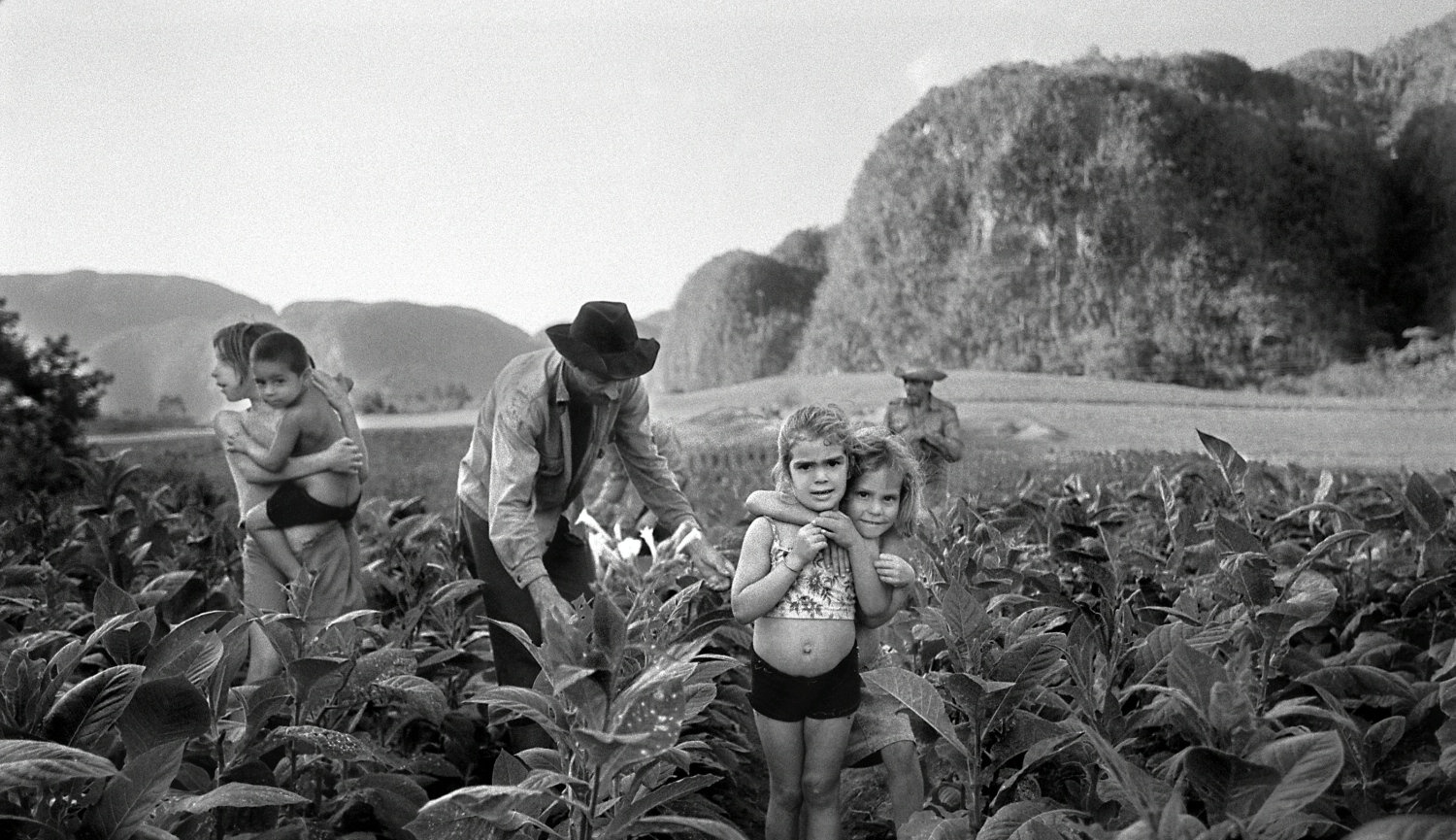
Manuel Rivera-Ortiz: "La cosecha del tabaco, Valle de Viñales, Cuba" 2002.
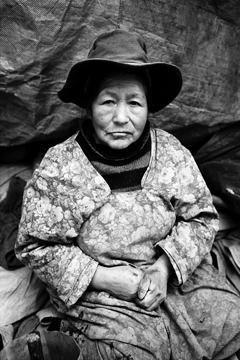
Manuel Rivera-Ortiz: "Viuda de las minas, Potosí, Bolivia" 2004.
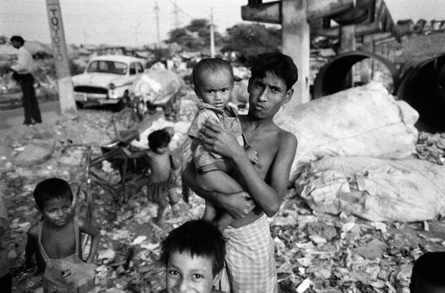
Manuel Rivera-Ortiz: "City Dump, Yamuna River Slum, Delhi, India" 2005.
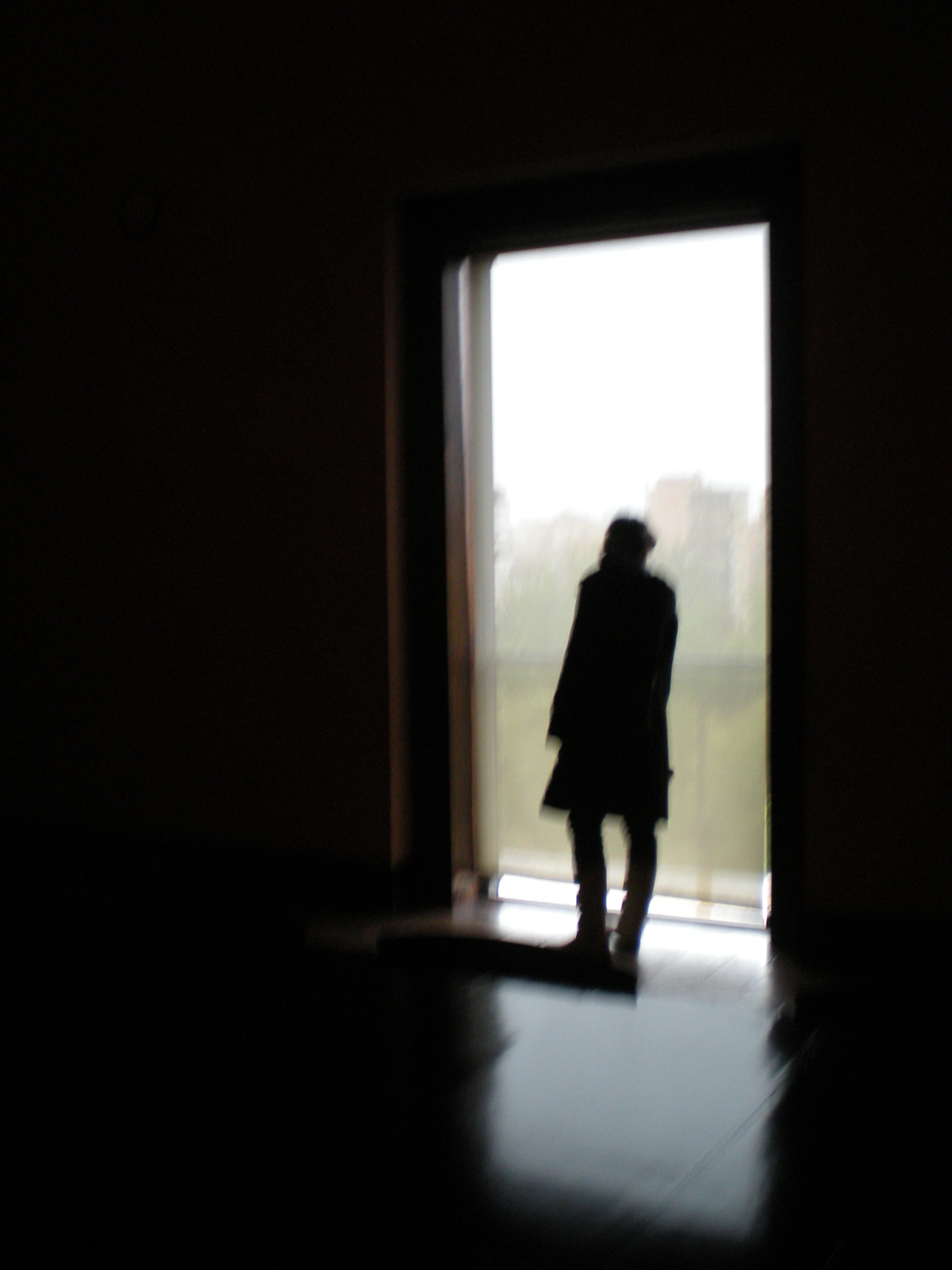
Ejemplo de fotografía humanista.